# マルコ・ヴェルフリ
マルコ・ヴェルフリ（Marco Wölfli、1982年8月22日 - ）は、スイス・グランジェス出身の元サッカー選手。現役時代のポジションはGK。

## 経歴

### クラブ
地元のフルガー・グランジェスの下部組織を経て、1998年にBSCヤングボーイズの下部組織に入団。1999年にプロ契約を結ぶが、2002-2003シーズンはFCトゥーンに所属している。2003年夏にヤングボーイズに復帰した。
2019-20シーズン終了後、現役を引退した。

### 代表
スイス代表としては、2008年11月19日のフィンランド戦で代表デビュー。2010 FIFAワールドカップメンバーに選ばれた。ディエゴ・ベナリオに次ぐ2番手のGKをジョニー・レオーニと争った。

## 所属クラブ
- BSCヤングボーイズ 1999-2002
- FCトゥーン 2002-2003
- BSCヤングボーイズ 2003-2020

## 代表歴

### 出場大会
- スイス代表
  - 2010 FIFAワールドカップ

### 試合数
- 国際Aマッチ 11試合 0得点（2008年-2012年）[1]

| スイス代表 | 国際Aマッチ | 国際Aマッチ |
| 年         | 出場        | 得点        |
| ---------- | ----------- | ----------- |
| 2008       | 1           | 0           |
| 2009       | 2           | 0           |
| 2010       | 6           | 0           |
| 2011       | 1           | 0           |
| 2012       | 1           | 0           |
| 通算       | 11          | 0           |

## タイトル
BSCヤングボーイズ
- スーパーリーグ : 2017-18, 2018-19, 2019-20
- スイス・カップ : 2019-20